# Болеслав Лесьмян
Болеслав Лесьмян (пол. Bolesław Leśmian; 22 січня 1877 — 5 листопада 1937) — польський поет, представник символізму.

## Життєпис
Походив з споляченої єврейської родини. Справжнє прізвище Лесман. Народився у Варшаві в 1877 році. Дитинство та юність провів у Києві. Закінчив юридичний факультет Імператорського університету Святого Володимира. Дебютував в літературі у 1899 році. У 1901 році повернувся до Варшави. У 1901—1907 роках співпрацював у журналах «Химера» (польськомовний), «Золоте руно» і «Терези» (російськомовні). Потім деякий час подорожував Німеччиною та Францією.
У 1911 році заснував у Варшаві експериментальний Художній театр, потім був літературним керівником театру в Лодзі. З 1912 до 1914 року мешкав у Франції, де оженився.
З 1918 до 1922 року як нотаріус працював у Грубешеві, а з 1922 до 1935 року — у Замості. У 1933 році обраний членом Польської академії літератури. 1935 року разом із родиною перебирається до Варшави. Помер тут 1937 року.
Двоюрідним братом Болеслава Лесьмяна був інший відомий польський поет, чия біографія пов'язана з Україною, — Ян Бжехва.

## Творчість
Почавши творчий шлях як представник польського символізму, Лесьмян став одним з найбільш оригінальних польських ліриків XX століття. Розквіт творчості припадає на 1920-1930-ті роки. Літературний шлях його не був встелений трояндами. Першу та єдину літературну нагороду  — «Премія молодих» він одержав у п'ятдесят чотири роки.
Для його збірок «Сад на роздоріжжі» (1912), «Лука» (1920), «Тінявий напій» (українською перекладають також як «Студене питво») (1936), «Лісове дійство» (1938) та «Польських оповідок» (1956) характерні злиття умовного казкового світу з реальним, прагнення, іноді забарвлене містицизмом, до повного розчинення в природі. У деформованому, фантастичному, часом гротескному світі поезії Лесьмяна оживають мотиви народних легенд і вірувань.
Лесьмяну належить обробка мотивів казок з «Тисячі та однієї ночі»: «Казки про Сезам» (1913), «Пригоди Синдбада-Мореплавця» (1914).
Чому Лесьмяна не було почуто? Про польську поезію сказано, що часом вона полякам заміняла Батьківщину. Над новою поезією, що здобула незалежність, сягали тіні Адама Міцкевича, Юліуша Словацького, Ципріана Норвіда. Лісові видіння Лесьмяна здавалися духовним відлюдництвом. Але таким був характер його обдарованості. Його розумна, сумна поезія текла, як ріка в ущелині, й ніхто не зумів побачити її глибини… І лише через чверть століття його поезія повернулася в польську культуру, – і переможницею. Його вірші кладуть на музику, співають, вивчають, а головне – видають і читають.
Українською мовою вірші Лесьмяна перекладали Василь Боровий, Віктор Коптілов, Дмитро Павличко, Олександр Астаф'єв, Галина Гордасевич, Яків Гудемчук, Юлія Булаховська, Маріанна Кіяновська, Наталія Бельченко, Ростислав Радишевський, Євген Самохваленко, Валентина Соболь, Богдан Завідняк. У перекладацькому доробку Юрія Бедрика — вся Лесьмянова збірка "Лука", драматична поема "Лісове дійство" та ще кілька десятків поезій.
У 2017 році вперше в Україні поет і перекладач Юлія Лискун видала збірку, до якої увійшли 150 перекладених поезій Болеслава Лесьмяна під назвою "Поезія для обраних", а також окремою збіркою 15 його балад.
Поетеса та перекладачка з Кам'янця-Подільського Юлія Лискун — палка прихильниця улюбленого поета — також створила фільм Болеслав Лесьмян. Повернення в Україну.

## Стиль
Вірші Болеслава Лесьмяна відрізняються різноманітністю лексики — використанням архаїзмів, діалектизмів, оригінальних неологізмів. 
Його особливий характер творчості визначив тип уяви автора, той «двигун марень», як сам себе він назвав, вдало схарактеризувавши у вірші «Поет»:
Зароїлось в садах від веснянок та завірюх, –
З дороги! – Йде поет – небесний кендюх!
Переляк у хмарах, бо він зі світом на ножах (це знає кожен), -
Увага! – Нічого перед таким схоронитись не може.
Даль у шибці, сонце у цебрі, у колодязі світанок! Диво!
Правом сну із-за ярів він все собі привласнив особливо.
Вірші укладає таємні – золотисті – умерлі,
Змори – запанібрата… Зміст, коли в риму складає,
Потом по ньому стікає, аж інакшим на разі стає.
Охоче ловить зміст, де сльози по-справжньому ллє,
Але насправді той, переінакшений, кохає…
І з захланною радістю мутиться йому голова,
Коли неможливе поєднає в два прилеглих слова.
А слово по небі волочиться та байдики б’є, –
І вдає, що значить щось більше, ніж воно є.
І по тому ж небі – з тієї ж обманної сторони –
Задивлений в поета, знавець слова, – Бог плине.
Бачить його нездатність заробити,
І те, що тільки в снах, по-справжньому,
Він може жити.
(Переклад Юлії Лискун)